# Kärrhätting
Kärrhätting (Galerina tibiicystis) är en svampart som först beskrevs av George Francis Atkinson, och fick sitt nu gällande namn av Robert Kühner 1935. Enligt Catalogue of Life ingår Kärrhätting i släktet Galerina,  och familjen Strophariaceae, men enligt Dyntaxa är tillhörigheten istället släktet Galerina,  och familjen buktryfflar. Arten är reproducerande i Sverige. Inga underarter finns listade i Catalogue of Life.